# Andrej Voroncevič
Andrej Voroncevič (rus. Андрей Константинович Воронцевич) (Omsk, Rusija, 17. srpnja 1987.) je ruski košarkaš i nacionalni reprezentativac koji igra na poziciji krilnog centra i krila. Trenutno nastupa za moskovski CSKA.

## Karijera
Voroncevič je svoju profesionalnu košarkašku karijeru započeo u klubu Lokomotiv Novosibirsk u sezoni 2005./06. Početkom sezone 2006./07. je prešao u CSKA Moskvu. S klubom je 2008. osvojio Euroligu.
Igrač je reprezentativac ruske košarkaške reprezentacije s kojom je nastupio na Olimpijadi 2008., Svjetskom prvenstvu 2010. te dva EuroBasketa (2009. i 2011.). Najveći reprezentativni uspjeh ostvario je na EuroBasketu 2011. u Litvi, osvojivši brončanu medalju protiv Makedonije.

## Vanjske poveznice
- Profil igrača na Euroleague.net
- Profil igrača na Basketpedya.com[neaktivna poveznica]
- Profil igrača na web stranicama CSKA Moskve